# Andrés Borge
Andrés Borge Martín (Binéfar, Huesca, Aragón, España, 23 de octubre de 2001) es un futbolista español que juega principalmente como lateral derecho, aunque puede jugar de central y en el lateral izquierdo. Actualmente se encuentra sin equipo tras la desvinculación del Real Zaragoza.

## Carrera
El 17 de diciembre de 2019, siendo todavía integrante del Juvenil División de Honor, hizo su debut con el primer equipo en la victoria por 1-0 contra el Unión Deportiva Socuéllamos, en la Copa del Rey de la temporada 2019-20, junto con su compañero y debutante Alejandro Francés.
El 25 de septiembre de 2023, debuta con el primer equipo en liga, ante el Racing de Ferrol. En diciembre de ese mismo año, tras disputar diez partido con el Real Zaragoza, se anuncia su renovación hasta el año 2027.

## Clubes
| Club             | País   | Año           |
| ---------------- | ------ | ------------- |
| Deportivo Aragón | España | 2019-presente |
| Real Zaragoza    | España | 2019-presente |